# Paulo d'Eça Leal
Paulo d'Eça Leal   (Lisboa, 15 de juliol de 1901 - 18 de setembre de 1977) fou un tirador d'esgrima portuguès que va competir durant la dècada de 1920 i 1930.
Especialista en espasa, el 1924 va prendre part al Jocs Olímpics de París, on fou quart en la prova d'espasa per equips del programa d'esgrima. Quatre anys més tard, als Jocs d'Amsterdam, va guanyar la medalla de bronze en la prova d'espasa per equips, mentre en la prova individual quedà eliminat en sèries. El 1936, a Berlín, disputà els seus tercers i darrers Jocs Olímpics. Fou cinquè en la prova d'espasa per equips, mentre en la prova individual quedà novament eliminat en sèries.